# Lakshmīpur
Lakshmīpur (bengali: লক্ষ্মীপুর জেলা) är en ort i Bangladesh.   Den ligger i provinsen Chittagong, i den sydöstra delen av landet, 100 km sydost om huvudstaden Dhaka. Lakshmīpur ligger 11 meter över havet och antalet invånare är 61 703.
Terrängen runt Lakshmīpur är mycket platt. Trakten är tätbefolkad. Närmaste större samhälle är Rāipur, 12,3 km nordväst om Lakshmīpur.
Trakten runt Lakshmīpur består till största delen av jordbruksmark.